# Parafia św. Kosmy i Damiana w Okoninie
Parafia Świętych Kosmy i Damiana w Okoninie – parafia rzymskokatolicka w diecezji toruńskiej, w Dekanacie Radzyńskim, z siedzibą w Okoninie

## Historia

### Proboszczowie
- ks. Marek Wysiecki
- ks. Alfons Strala
- ks. Ryszard Osiński
- ks. Jan Mieczkowski

## Zasięg parafii
Do parafii należą wierni z miejscowości: Górka, Małe Lniska, Marusza, Nicwałd, Okonin-Osada, Pokrzywno, Stary Folwark i Plemięta.